# 教育行政
教育行政為教育機關為實現其目標所作的事務管理。
由於教育是由國家所辦理，因此教育行政是由政府（如中央的教育部、地方的教育局）或其授權者（如各級學校）負責實施；又行政事務往往涉及到「人」的部分，因此教育行政也包括對教育人員的領導與管理、與組織以外的社區、大眾互動等，其目的都在於實現教育的目標。
通常教育行政有廣義、狹義之分。狹義的教育行政是指政府教育行政機關所實施的行政作為；廣義的教育行政還包括其他教育機關，如學校或社會教育機構所實施的行政。若專指學校所實施的行政，通常稱為「學校行政」。

## 教育行政的任務
1. 訓輔行政（或稱學生人事）：針對學生的輔導、管理、訓育事務的管理，如學生的安全維護、行為輔導、社團管理、常規訓練等。
2. 人事行政（或稱員工人事）：對教育人員的管理與服務，包含教育行政機關和學校教師、職員的甄選任用、考核升遷、調職退休、在職訓練等。
3. 教務行政（或稱組織與教學）：主要是針對課程與教學事項研擬政策並加以執行，如課程大綱的制定、教科書的編寫與審查、學生編班、學籍管理等。
4. 總務行政（或稱財務與總務）：對教育機關或組織內的物質設施、財務及事務進行管理，如經費籌措、出納會計、文書建檔、建築與設備的購置維修等。
5. 公關行政（或稱學校與社會關係）：尋求社會大眾的支持與合作，如學校與社區關係。

## 教育行政的歷程
教育行政可分為以下歷程：
1. 計畫：對將要做的行政事項預先規劃，以便執行時能按計畫有系統的進行。
2. 決定：對計畫的目的、原則、項目、資源等作出決定。
3. 組織：將組織成員及工作做適當的分工與組合，使職權與責任明確。
4. 溝通：意見分享與協調的過程。
5. 領導：指引及激勵成員的行政行為。
6. 評鑑：檢討改進。
7. 興革：改進革新以求進步發展。

## 附註
1. ↑  謝文全（2004）。教育行政學。臺北：五南。